# Dominique Roquebert
 (mai 2025).
Si vous disposez d'ouvrages ou d'articles de référence ou si vous connaissez des sites web de qualité traitant du thème abordé ici, merci de compléter l'article en donnant les références utiles à sa vérifiabilité et en les liant à la section « Notes et références ».
Dominique Roquebert est un officier de marine français né le 5 juin 1744 à Bayonne et décédé lors de la Bataille de Tamatave le 20 mai 1811.
Formé à l'École d'hydrographie de Bayonne, Dominique Roquebert accède au grade de capitaine de vaisseau dans la marine française, distingué en tant que Colonel de marine de la Garde impériale, officier de la légion d'honneur, capitaine de frégate.
De décembre 1809 à mai 2011, commandant de la frégate la Renommée navigant de conserve avec la Clorinde et la Néréide, il conduit une expédition, destinée au renforcement de garnisons dispersées de la Guadeloupe Expédition dans les Caraïbes de Roquebert (en) à l'Île de France.
Le 20 mai 1811, en mer, au large de Foulpointe il est intercepté par l'escadre de la Royal Navy, sous le commandement du capitaine Charles Marsh Schomberg a bord HMS l'Astrée. S'engage le combat dit Bataille de Tamatave qui tournera à l'avantage des anglais. Pour couvrir la retraite de son escadre, Roquebert décide de sacrifier son navire amiral sur lequel il sera tué avec 145 soldats et marins.

## Honneurs
En son honneur, un quai de Bayonne anciennemen nommé Quai du Commandant Roquebert.

## Sources et références
- (en) Cet article est partiellement ou en totalité issu de l’article de Wikipédia en anglais intitulé « Dominique Roquebert » (voir la liste des auteurs).

1. ↑  Association ponantaise d'histoire maritime, Jean-Marc Van Hille, « Dictionnaire des marins francs-maçons: gens de mer et professions connexes »